# Ravensworth Castle (Tyne and Wear)
Ravensworth Castle er ruinen af en middelalderborg der står i Lamesley, Tyne and Wear, England.
Bygningen er blevet ødelagt og genopført flere gange, og det var sæde for Ravensworth baronerne, the Liddells.
Borgen er muligvis startet med det centrale tårn, der blev bygget på en eksisterende herregård omkring 1315. Der blev tilføjet flere tårnet i 1300-tallet.
Det er en listed building af anden grad og et Scheduled Ancient Monument.